# Lake Kiowa, Texas
Lake Kiowa là một nơi ấn định cho điều tra dân số (CDP) thuộc quận Cooke, tiểu bang Texas, Hoa Kỳ. Năm 2010, dân số của nơi này là 1906 người.

## Dân số
- Dân số năm 2000: 1883 người.
- Dân số năm 2010: 1906 người.